# 丹麥廣場站
丹麥廣場站（Danmarks plass haldeplass）是卑爾根輕鐵1號線的車站。車站座落於歐洲E39公路上的穀倉大道（Fjøsangerveien）旁，站名以旁邊、穀倉大道與易卜生街（Ibsens gate）交界的「丹麥廣場」而命名。

## 車站構造
採用標準化的側式月台兩座，全長為約50米，月台中央部份為有蓋候車亭，設有多功能售票機、LED屏幕顯示屏及一張候車座椅，前後端皆為露天部份，同樣設有多張候車座椅及垃圾桶。但是在佈局上卻於其他車站稍有不同。
由於穀倉大道是一條擁有6線雙程行車的市內主要馬路，本身又屬於E39公路的一部份，車流甚大。往市中心方向的2號月台因與旁邊的行人道及休憩廣場相連，在行人道上設月台並沒有太大問題；但往機場方向的1號月台，如果按慣常的處理方式、即在列車的右側設置，便會與車道相當接近，容易出現交通安全隱患，所以最終的方案是把路軌與1號月台的位置互調，使月台夾在兩條軌道的中央，然後在靠向2號軌道的一邊月台以欄杆圍封，使1號月台的乘客不會隨意踏進2號月台的軌道上。另一個安排就是把月台的出入口都全只限定在靠向佛羅里達站的月台末端內進行，乘客亦只能從門牌36號的大樓旁的平交道出入各月台，而位於單數區一方的行人路，則無法直接到達。

### 月台配置
開線時，月台以線道編號來區分往市中心及機場方向，往機場為1號線道；往市中心為2號月台，但隨着2號線開通，加上作為指定的巴士轉乘站，遂改以英文字母來代替數字，現時，往卑爾根機場方向為A月台；往城市公園方向為B月台，另設有3個以C、D、E月台命名的巴士站，但三個巴士站與輕鐵站的距離約有170米200米。其中C月台設於沿路軌近奧爾城中學（Årstad videregående skole，Årstad vgs.）；D、E月台則位於近愛德華·葛利格路（Edvard Griegs vei）前的穀倉大道上。
| 月台 | 路線    | 目的地         |
| ---- | ------- | -------------- |
| A    | 1 1號線 | 卑爾根機場方向 |
| B    | 1 1號線 | 城市公園方向   |

#### 巴士月台
| 月台 | 路線                               |
| ---- | ---------------------------------- |
| C    | 26                                 |
| D    | 14, 51, 67, 83, 600                |
| E    | 14, 51, 67, 83, 530, 600, 610, 740 |

## 相鄰車站
卑爾根輕鐵
-   1   1號線

佛羅里達 - 丹麥廣場 - 皇冠城

## 外部連結
- 卑爾根輕鐵丹麥廣場站電子時間表 （页面存档备份，存于）
- Skyss丹麥廣場站電子時間表 （页面存档备份，存于）